# Fimbristylis trichoides
Fimbristylis trichoides är en halvgräsart som beskrevs av Johannes Hendrikus Kern. Fimbristylis trichoides ingår i släktet Fimbristylis och familjen halvgräs. Inga underarter finns listade i Catalogue of Life.